# Sequestranti degli acidi biliari
Le resine sequestranti gli acidi biliari (o sequestranti degli acidi biliari) sono farmaci utilizzati nel trattamento delle dislipidemie, in quanto riducono i livelli di colesterolo LDL. Componenti di questa categoria sono: 
- colestiramina,

- colestipolo,

- colesevelam.

In generale, essi sono classificati come agenti ipolipidemizzanti, anche se possono essere utilizzati per scopi diversi, come per il trattamento della diarrea cronica dovuta a malassorbimento degli acidi biliari.

## Meccanismo d'azione
I sequestranti degli acidi biliari sono composti polimerici che servono come resine a scambio ionico. Tali farmaci scambiano anioni come gli ioni cloruro degli acidi biliari, così facendo, si legano agli acidi biliari e li sequestrano dalla circolazione enteroepatica. Il fegato quindi produce più acidi biliari per sostituire quelli che sono stati persi; poiché l'organismo usa il colesterolo per produrre acidi biliari, questo riduce la quantità di colesterolo LDL circolante nel sangue. I sequestranti degli acidi biliari sono grandi strutture polimeriche e non sono significativamente assorbiti dall'intestino e riversati nel flusso sanguigno. Così i sequestranti degli acidi biliari, insieme a tutti gli acidi biliari legati al farmaco, vengono escreti con le feci dopo il passaggio attraverso il tratto gastrointestinale.